# Pokémon : Celebi, la voix de la forêt
 (février 2024).
Si vous disposez d'ouvrages ou d'articles de référence ou si vous connaissez des sites web de qualité traitant du thème abordé ici, merci de compléter l'article en donnant les références utiles à sa vérifiabilité et en les liant à la section « Notes et références ».
Pokémon 4ever : Celebi, la voix de la forêt ou Pokémon 4 : Pour toujours au Québec (劇場版ポケットモンスター セレビィ 時を越えた遭遇, Gekijōban Poketto Monsutā Serebii Toki o Koeta Deai, Litt. « Pokémon le film : Celebi : Rencontre au-delà du temps ») est un film d’animation japonais de Kunihiko Yuyama, écrit par Hideki Sonoda.
Il s’agit du quatrième film Pokémon officiel, s'appuyant sur la série télévisée Pokémon. La version européenne et américaine du film a été adaptée par 4Kids Entertainment. C’est le premier film Pokémon distribué par Miramax Films. Après être sorti le 7 juillet 2001 au Japon, il est sorti le 11 octobre 2002 aux États-Unis, puis très tardivement en France, le 9 mai 2007.
Le quatrième, sixième et septième film ne bénéficie pas de doublage français correspondant au reste des films et de la série, au grand désarroi des fans de la saga. En effet, ceux-ci ont été doublé par un autre studio de doublage français.  Aurélien Ringelheim et les principaux comédiens de doublage habituel n'ont pas été sollicité. Les spectateurs espèrent un jour le re doublage des films manquants, afin qu'il y est une concordance avec la saga. Nessym Guetat put reprendre son rôle de Miaouss, qu'il perdit en quittant la Belgique, pour le film car il officiait en France depuis 2006.

## Synopsis
En sauvant Celebi, le Pokémon légendaire qui peut voyager dans le temps, des griffes d'un braconnier, le jeune Sammy est projeté dans le futur, à l'époque de Sacha et co. Avec l'aide de ces derniers, il part à la recherche du Pokémon fée pour pouvoir rentrer chez lui, mais c'est sans compter sur la présence d'un célèbre braconnier de la Team Rocket, qui est lui aussi sur les traces du Pokémon temporel.

## Fiche technique
- Titre original : Gekijōban Poketto Monsutā Serebii Toki o Koeta Deai
- Titre français : Pokémon : Celebi, la voix de la forêt
- Réalisation : Kunihiko Yuyama,
- Scénario : Hideki Sonoda
- Directeur artistique : Kunihiko Yuyama
- Musique : Shinji Miyazaki
- Animateur : Sayuri Ichiishi
- Producteur :  Yukako Matsusako, Takemoto Mori,Choji Yoshikawa
- Société de production : OLM, Inc., (4Kids Pour son remaniement)
- Distribution : Toho (Japon), Miramax (États-Unis)
- Pays d’origine : Japon
- Langue : Japonais, Anglais
- Genre : Film d'animation
- Durée : 76 min
- Date de sortie : 2001

## Distribution

### Voix originales
- Rica Matsumoto : Satoshi
- Ikue Ōtani : Pikachu
- Kazuko Sugiyama : Celebi
- Mayumi Iizuka : Kasumi
- Yūji Ueda : Takeshi
- Satomi Koorogi : Togepi
- Kumiko Endou : Narrateur
- Masahiko Tanaka : Suicune
- Keiko Toda : Yukinari
- Inuko Inuyama : Nyarth
- Megumi Hayashibara : Musashi
- Shinichirô Miki : Kojirou
- Anne Suzuki : Miku
- Hisao Egawa : Ringuma
- Kaori Tsuji : Nazonokusa
- Katsuyuki Konishi : Hassamu
- Kōichi Sakaguchi : Strike
- Kōichi Yamadera : Hunter
- Mami Koyama : Towa
- Masaru Motegi : Arigeitsu
- Mika Kanai : Bayleaf
- Rikako Aikawa : Butterfree
- Ryōka Yuzuki : Himeguma
- Shinichi Namiki : Odoshishi
- Shirō Sano : Vicious
- Takashi Fuiji : White-san
- Tomokazu Seki : Kenji
- Tomoyuki Kōno : Heruga
- Unshō Ishizuka : Iwaku, Matadogasu, Professor Ookido
- Yumi Touma : Nyura

### Voix françaises
Le doublage français a été effectué par Mediadub International.
- Charles Pestel : Sacha
- Anouck Hautbois : Ondine
- Pascal Nowak : Pierre
- Chantal Baroin : Jessie
- Thomas Roditi : James
- Laurence Sacquet : Diana
- Régine Blaess : la grand-mère de Diana
- Catherine Desplaces : Sammy
- Pascal Germain : le maraudeur masqué
- Nessym Guetat : Miaouss
- Georges Caudron : Pr Chen
- Stéphane Pouplard : le narrateur
- Patrick Pellegrin : le chasseur de Pokémon
- Dimitri Rougeul : Dundee, l'adversaire du début du film
- Thierry Bourdon : Mr. White

### Voix québécoises
- Antoine Durand : James
- Sébastien Reding : Ash
- Christine Séguin : Jessie
- Kim Jalabert : Misty
- Martin Watier : Brock
- François Sasseville : Meowth
- Guy Nadon : le maraudeur masqué
- Hugolin Chevrette : Sammy
- Johanne Garneau : Towa
- Natalie Hamel-Roy : Diana
- François Godin : M. White
- Yves Corbeil : le narrateur

### Voix américaines
- Veronica Taylor : Ash Ketchum, Towa
- Rachael Lillis : Misty, Jessie
- Eric Stuart : Brock Harrison, James Morgan
- Phillip Bartlett : Mewtwo
- Maddie Blaustein : Meowth
- Tara Jayne : Sam
- Roxanne Beck : Diana
- Dan Green : Iron-Masked Marauder
- Marc Thompson : Mr. White
- Stan Hart : Pr. Oak
- Ken Gates : Narrateur

## Commentaire

### Autour du film
- Le quatrième film est à l'origine d'une rumeur lancée dans le forum du site de TV TOKYO (l'équivalent de TF1 au Japon). En fait, c'était juste un malentendu de fans lors d'une interview imaginaire avec Rica Matsumoto (la voix de Sacha en japonais). Lors de l'interview, Matsumoto aurait annoncé qu'elle allait arrêter de prêter sa voix à Sacha après le quatrième film... Une rumeur qui laissait supposer en partie que Pokémon allait finir  après le 4e film. Elle aurait également annoncé que le film était en cours de réalisation. Les personnes ayant lu la rumeur ont demandé des explications plus précises à TV Tokyo, et ils (TV Tokyo) ont répondu qu'il n'y avait jamais eu d'interview, et qu'aucun 4e film n'était en préparation. Mais c'était déjà trop tard : la rumeur avait déjà commencé à se répandre partout dans le monde, le site officiel www.pokemon.com y a même cru et en a parlé, et ça a finalement abouti dans le Suntimes (le journal le plus lu aux États-Unis). Le 3e film Pokémon est sorti au Japon (l'Empereur de la Tour de Cristal) et à la fin du film, une mini bande-annonce de 5 secondes a montré des images exclusives et officielles du quatrième film montrant Celebi, l'équivalent de Mew dans Pokémon Or et Argent.
- Ce film révèle que le premier Pokémon de Samy Chen fut un Salamèche, Samy ayant utilisé un Reptincel pendant la bataille.
- C'est le premier film où le Pokemon légendaire principal ne parle pas.
- Il s'agit du premier film où Jessie, James et Miaouss travaillent avec le méchant de l'histoire.
- En raison d'une erreur de traduction dans la version américaine avant la sortie du film, une rumeur affirmait que le Chasseur Masqué était un fils que Jessie et James auraient eu dans le futur[2].

### Différences entre les versions japonaise et occidentale
Trois scènes sont différentes entre les versions originales (japonaises) et celles aux États-Unis et en Europe.
- D'abord, la scène où Sacha appelle le professeur Chen pour lui parler de Suicune. Alors que, dans la version japonaise, le professeur s'apprête à montrer à Sacha une photographie du pokemon et lui donner des informations générales, le Grotadmorv de Sacha arrive et donc, le professeur Chen doit raccrocher. Au contraire, dans la version occidentale, Chen donne les informations sur Suicune et affirme en avoir déjà vu un. Puis, quand Sacha raccroche, le professeur se demande s'il a bien fait de parler de Suicune à Sacha.
- La deuxième scène est un rajout dans la version occidentale, c'est un moment comique où la Team Rocket, sur la machine du méchant, tente d'attraper un fruit et tombe de la machine.
- La troisième scène est la fin du film. Alors que dans la version japonaise, Sammy retourne dans son époque et pense que l'expérience qu'il a vécu n'était qu'un rêve; dans la version occidentale, Sacha et ses amis appellent le professeur Chen pour lui raconter leur aventure et ceux-ci sont surpris qu'il connaisse le nom de Sammy, alors qu'ils ne l'ont pas révélé au professeur. (Sur les commentaires du DVD, les réalisateurs de la version américaine ont expliqué qu'ils ont modifié la scène finale pour expliquer clairement que Sammy est bien le professeur Chen jeune).